# أثر جائحة فيروس كورونا على العاملين في مجال الرعاية الصحية
أثرت جائحة كوفيد-19 على العاملين في مجال الرعاية الصحية جسديًا ونفسيًا. يُعد عمال الرعاية الصحية أكثر عرضة للإصابة بعدوى كوفيد-19 من عامة السكان بسبب الاتصال المتكرر بالأفراد المصابين. طُلب من العاملين في مجال الرعاية الصحية العمل في ظل ظروف مرهقة بدون معدات حماية مناسبة، واتخاذ قرارات صعبة تنطوي على آثار أخلاقية. تكافح النظم الصحية والاجتماعية في جميع أنحاء العالم للتكيف. يمثل الوضع تحديًا بشكل خاص في السياقات الإنسانية والضعيفة وذات الدخل المنخفض، إذ تكون النظم الصحية والاجتماعية ضعيفة بالفعل. تُهمش خدمات توفير الرعاية الصحية الجنسية والإنجابية، ما يؤدي إلى ارتفاع معدل وفيات الأمهات واعتلالهن.

## خطر الإصابة بالعدوى
ذكرت منظمة الصحة العالمية أن واحدًا من كل عشرة عاملين صحيين مصاب بفيروس كورونا في بعض البلدان. في مارس 2020، كان 9% من المصابين بكوفيد-19 في إيطاليا من العاملين الصحيين. في مايو 2020، أفاد المجلس الدولي للممرضات أن ما لا يقل عن 90.000 عامل رعاية صحية قد أصيبوا وتوفي أكثر من 260 ممرضًا في جائحة كوفيد-19. في مارس 2020، كان واحد من كل أربعة أطباء في المملكة المتحدة مريضًا، أو في عزلة أو يعتني بأحد أفراد الأسرة المصابين بكوفيد-19.
أعلنت حكومة المملكة المتحدة أنه سوف يُعاد المتخصصون المتقاعدون في الرعاية الصحية من التقاعد للمساعدة خلال أزمة كوفيد-19. وقد أدى ذلك إلى مخاوف من أنهم قد يكونون أكثر عرضة للإصابة بمرض كوفيد-19 الحاد.

### النقص في معدات الحماية الشخصية
أُبلغ عن أوجه القصور في معدات الحماية الشخصية من عدة بلدان. في الصين، أدى عدم كفاية تدريب الموظفين ونقص معدات الوقاية الشخصية وقلة فهم استخدام معدات الوقاية الشخصية والتوجيهات المشوشة لمعدات الحماية الشخصية، إلى حدوث إصابات ووفيات بين العاملين في مجال الرعاية الصحية.

### حالات الوفاة
أُبلغ عن وفيات الممرضات والأطباء بسبب كوفيد-19 من عدة دول. في مايو 2020، أضافوا أن 260 ممرضًا على الأقل ماتوا بسبب كوفيد-19. في مارس 2020، أُبلغ عن وفاة 50 طبيبًا على الأقل في إيطاليا بسبب كوفيد-19. في 8 أغسطس 2020، أعلنت الجمعية الطبية الهندية أن 198 طبيبًا ماتوا في الهند بسبب كوفيد-19.

## التأثير النفسي
أظهرت دراسة من سنغافورة أن العاملين في مجال الرعاية الصحية الذين يعتنون بمرضى كوفيد-19 أبلغوا عن القلق والاكتئاب والتوتر. تتعارض متطلبات العمل المتزايدة على أخصائيي الرعاية الصحية مع واجباتهم تجاه العائلة والأصدقاء، ما يسبب ضغوطًا نفسية. أفاد أخصائيو الرعاية الصحية بأنهم قلقون بشأن الاضطرار إلى عزل أنفسهم أو الحجر الصحي أو الإصابة بالمرض. بالنسبة للعاملين في مجال الرعاية الصحية، كان الحجر الصحي مرتبطًا بشكل إيجابي بتقليل الاتصال المباشر مع المرضى وعدم الحضور إلى العمل.
انتحرت ممرضة إيطالية بعد تعرضها لصدمة أثناء محاولتها إنقاذ حياة المصابين بكوفيد-19.

### العنف ضد العاملين في مجال الرعاية الصحية
تعرض العاملون في مجال الرعاية الصحية لجرائم عنيفة، كالاعتداء مثلًا. كان على المستشفيات والحكومات اتخاذ تدابير أكثر صرامة لضمان سلامة موظفيها؛ ومع ذلك، ما يزال العديد من العاملين في مجال الرعاية الصحية يواجهون خطر الإصابة الجسدية.

### القرارات الأخلاقية
ذكرت المحادثة أن العاملين في مجال الرعاية الصحية سيتعين عليهم مواجهة الضرر المعنوي لاتخاذهم قرارات صعبة مثل نقل المريض من جهاز التنفس الصناعي أو رفض سرير وحدة العناية المركزة بسبب محدودية الموارد.

## التأثير على الموظفات
على الصعيد العالمي، تشكل النساء 70% من العاملين في القطاع الصحي والاجتماعي. تلعب النساء دورًا غير متناسب في الاستجابة للمرض، بما في ذلك دور العاملات في مجال الرعاية الصحية في الخطوط الأمامية (وكذلك مقدمات الرعاية في المنزل وقادة المجتمع والقائمين بالتعبئة). في بعض البلدان، تبلغ نسبة الإصابة بعدوى كوفيد-19 بين العاملات الصحيات ضعف نظرائهن من الذكور. ما تزال النساء يتقاضين أجورًا أقل بكثير من نظرائهن من الرجال في جميع البلدان تقريبًا ويقللن مناصب قيادية في قطاع الصحة. الأقنعة وغيرها من معدات الحماية المصممة والمقاسة للرجال تجعل النساء أكثر عرضة لخطر التعرض.

## التوصيات

### منظمة الصحة العالمية
قدمت منظمة الصحة العالمية التوصيات الرئيسية التالية لتقليل انتشار كوفيد-19 بين العاملين في مجال الرعاية الصحية:
- تدريب العاملين في مجال الرعاية الصحية على التعرف على أمراض الجهاز التنفسي
- توفير وصول متزايد إلى معدات الحماية الشخصية
- تقديم الدعم النفسي للعاملين الصحيين
- إجراء مراقبة المستشفى بشكل روتيني
- إدراك أن كل نظام رعاية صحية يمكن أن يكون به ثغرات

### مراكز السيطرة على الأمراض والوقاية منها
أصدرت مراكز السيطرة على الأمراض والوقاية منها إرشادات حول منع انتقال العدوى وتقليل ضغوط العمل استجابةً لوباء كوفيد-19 للعاملين في مجال الرعاية الصحية:

#### منع العدوى
- تنفيذ بروتوكولات الخدمات الصحية عن بعد حيثما أمكن ذلك[20]
- قم بفحص كل شخص يدخل مرفق الرعاية الصحية بحثًا عن أعراض كوفيد-19
- استخدم أغطية وجه مناسبة تعتمد على الإجراء (مثل N95s للإجراءات التي تخلف الهباء الجوي)
- وضع خطة لتحديد وتتبع الحالات المشتبه بها والمؤكدة لفرض إجراءات الحجر الصحي على وجه السرعة
- أعد ترتيب أماكن الانتظار وركب حواجز لتشجيع التباعد الجسدي
- مارس إجراءات نظافة اليدين وتطهير الأسطح بشكل متكرر

#### إدارة ضغوط العمل
- ابق على اتصال مع زملاء العمل والمشرفين بشأن ضغوط العمل [21]
- حافظ على جدول زمني ثابت للنوم والوجبات
- مارس الرياضة وخصص وقتًا للهوايات خارج العمل
- خذ فترات راحة من المشاهدة والقراءة والاستماع إلى الأخبار
- مارس تقنيات اليقظة، مثل تمارين التنفس والتأمل
- تحدث إلى أخصائي الصحة العقلية إذا لزم الأمر

### صندوق الأمم المتحدة للسكان
يوصي صندوق الأمم المتحدة للسكان بضرورة حصول جميع النساء والفتيات على سلسلة متصلة من خدمات الصحة الجنسية والإنجابية، بما في ذلك رعاية ما قبل الولادة وما بعدها، واختبارات الفحص وفقًا للإرشادات والمعايير الوطنية.

### معهد كارولينسكا
يوصي معهد كارولينسكا العاملين الصحيين بالعناية بنفسهم، وتجنب الاستراتيجيات غير المفيدة، والبقاء على اتصال مع أحبائهم، وعدم إلقاء اللوم على النفس والتواصل إذا كانت هناك حاجة إلى مساعدة جسدية أو نفسية.